# Constanța
Constanța (staršími názvy Kustendji, Kustendja, Köstence, Constantza, Tomis, česky Konstanca) je rumunské město na pobřeží Černého moře a největší rumunský přístav, 205 km východně od Bukurešti. Je správním centrem stejnojmenné župy. V roce 2016 zde žilo 317 832 obyvatel. Bylo tak pátým největším rumunským městem.

## Historie

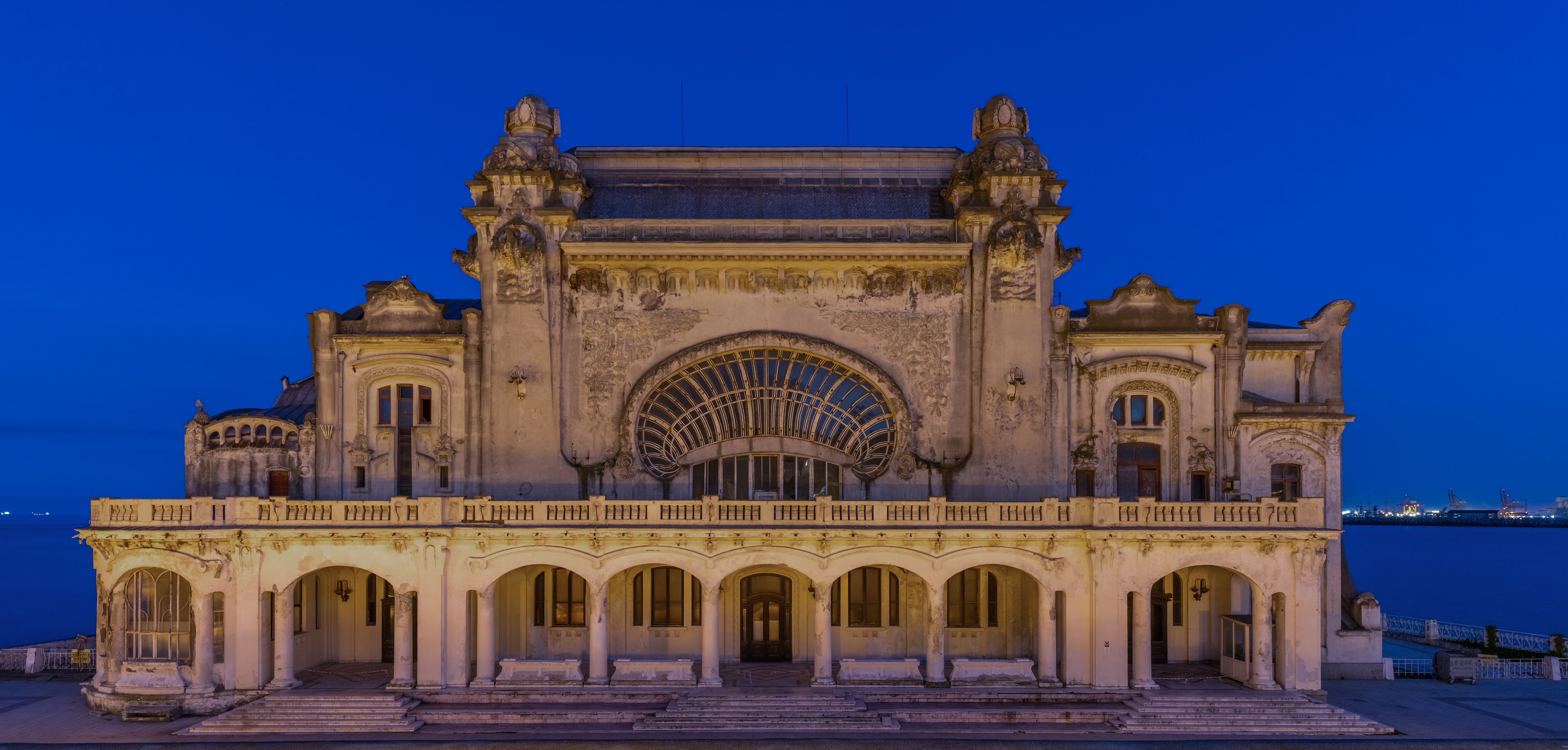
Kasino

Constanța byla založena na počest Konstancie, sestry Konstantina Velikého (274–337), římského císaře. Ještě v roce 950 byla známá jako Constantia a byla obehnána hradbami. Nedaleko města se nachází i známý Trajánův val; dochovalo se ale také mnoho starověkých budov přímo ve městě, včetně částí nejdelšího mozaikou zdobeného chodníku na světě. Od 9. století byla součástí Bulharska, ve 14. století ji dobyli Turci. Po připojení Dobrudži k Rumunsku v roce 1878 se stala právě Constanța největším přístavem v Rumunsku. V roce 1896 byl za přítomnosti krále Karola otevřen nový přístav.
22. října 1916, během první světové války, město obsadila vojska Centrálních mocností (Německo, Bulharsko a Osmanská říše). V období mezi světovými válkami se Constanța stala hlavním obchodním centrem země a přes zdejší přístav procházelo v roce 1930 více než polovina rumunského vývozu. Během druhé světové války bylo Rumunsko na straně Osy Berlín–Řím–Tokio a přístav byl silně poškozen bombardováním Rudou armádou.
V letech 1949–1987 byl prokopán 64 km dlouhý plavební kanál mezi Dunajem a přístavem (Kanál Dunaj – Černé moře). Během Rumunské revoluce v prosinci 1989 bylo ve městě zabito 32 lidí a 116 zraněno.

## Charakter města
Ve městě, hlavně tedy na jeho okraji, jsou velké loděnice a přístav.Kromě antických památek se dochovala pak také jedna mešita a katedrála z 19. století.

## Pamětihodnosti
- Ortodoxní katedrála sv. Petra a Pavla z let 1883–1885 byla během bombardování za Druhé světové války poničena a v roce 1951 rekonstruována.
- Janovský maják (Farul Genovez) vysoký 8 metrů postavili kolem roku 1300 Janované a v letech 1858–1860 přestavěn.
- Kasino (Cazinoul), secesní stavba z roku 1910
- Římské mozaiky na ploše přes 850 m² ze 4. století
- Mešita Karla I. (Marea Moschee din Constanța) postavená v letech 1910–1912 a pojmenovaná po rumunském králi Karlu I. Jako první železobetonová stavba v Rumunsku byla navržena Georgem Constantinescem. Minaret je vysoký 47 metrů. Stavba byla postavena na místě dřívější mešity Mahmuta II. z roku 1822.

## Muzea
- Muzeum přírodních věd[4]
- Rumunské námořní muzeum[5]
- Národní muzeum historie a archeologie[6]
- Muzeum uměni (Constanta Art Museum)[7]

## Zajímavosti
- Aquarium Constanța[8]
- Delfinarium Constanța,[9] je součástí komplexu muzea přírodních věd[4]

## Doprava
Na okraji města je velký přístav. 26 km severozápadně od centra města je (od roku 1962) mezinárodní letiště „Mihail Kogălniceanu” International Airport Constanța. Constanța má přímé vlakové spojení s Bukureští.
Do města vede evropská silnice E60 a rumunské dálnice A2 (Bukurešť – Constanța) a A4 (Constanța – Vama Veche – Bulharsko), která je součástí evropské silnice E87.

## Obyvatelstvo
- 1900: 13 000
- 1910: 27 000
- 1930: 59 000
- 1950: 80 000
- 1970: 172 000
- 1985: 319 000

## Partnerská města
- Alexandrie, Egypt
- Boulogne-sur-Mer, Francie
- Brest, Francie
- Dobrič, Bulharsko
- Havana, Kuba
- Iraklio, Řecko
- Istanbul, Turecko
- Jokohama, Japonsko
- Latákie, Sýrie
- Mobile, Spojené státy americké
- Novorossijsk, Rusko
- Oděsa, Ukrajina
- Perugia, Itálie
- Rotterdam, Nizozemsko
- Santos, Brazílie
- Sidón, Libanon
- Smyrna, Turecko
- Soluň, Řecko
- Sulmona, Itálie
- Šanghaj, Čína
- Trapani, Itálie
- Turku, Finsko